# Prawo o aktach stanu cywilnego (ustawa 2014)
Ustawa z dnia 28 listopada 2014 r. Prawo o aktach stanu cywilnego – polska ustawa, uchwalona przez Sejm, regulująca kwestie prawne związane z aktami stanu cywilnego.
Ustawa określa:
- właściwość miejscową w sprawach rejestracji stanu cywilnego
- zasady rejestracji stanu cywilnego
- zasady dokonowania zmian w aktach stanu cywilnego
- zasady wydawania dokumentów z rejestru stanu cywilnego
- rodzaje aktów stanu cywilnego (akt urodzenia, akt małżeństwa, akt zgonu) i zasady ich sporządzania oraz ich zawartość
- szczególny tryb rejestracji stanu cywilnego.

## Wprowadzone zmiany
Ustawa wprowadziła m.in. następujące zmiany:
- ustawa w art. 5 ust. 1 stanowi, że rejestr stanu cywilnego jest prowadzony przez ministra właściwego do spraw informatyzacji, w systemie teleinformatycznym
- art. 59 pozwala na nadanie dziecku obcego imienia, które nie wskazuje na płeć, ale jest do niej w powszechnym znaczeniu przypisane
- ustawa w art. 85 umożliwia zawarcie małżeństwa poza urzędem stanu cywilnego, jeżeli wskazane we wniosku nupturientów miejsce zawarcia małżeństwa zapewnia zachowanie uroczystej formy jego zawarcia oraz bezpieczeństwo osób obecnych przy składaniu oświadczeń o wstąpieniu w związek małżeński.

Ustawa uchyliła ustawę z dnia 29 września 1986 r. - Prawo o aktach stanu cywilnego (Dz.U. z 2011 r. nr 212, poz. 1264, z późn. zm.).

## Nowelizacje
Ustawę znowelizowano wielokrotnie. Ostatnia zmiana weszła w życie w 2024 roku.